# Kwas barbiturowy
Kwas barbiturowy (malonylomocznik) – organiczny związek chemiczny, heterocykliczny amid występujący w kilku formach tautomerycznych.
Został odkryty w roku 1863 przez Adolfa von Baeyera.
Jest otrzymywany w reakcji mocznika z kwasem malonowym:
C-alkilopochodne kwasu barbiturowego nazywane są barbituranami. Stosuje się je jako środki nasenne.